# Parafia św. Jakuba w Stawigudzie
Parafia Świętego Jakuba Apostoła w Stawigudzie – rzymskokatolicka parafia w Stawigudzie, należąca do archidiecezji warmińskiej i dekanatu Olsztynek.
Została utworzona w 1989.